# Гизатулин, Марат Рустамович
Марат Рустамович Гизатулин (1960) — писатель, исследователь творчества и первый биограф Булата Окуджавы. Издатель и член редколлегии альманаха «Голос надежды» (2004—2013).

## Биография
Родился 10 мая 1960 года в городе Казани Татарской АССР. Вырос в Узбекистане. Работал грузчиком, слесарем, сторожем.
В 1985 году окончил Московский институт химического машиностроения. После окончания института несколько лет работал на химическом предприятии в Узбекистане. Затем занимался предпринимательской деятельностью и с развалом Советского Союза переехал в Москву.
В 1998 году М. Гизатулин вместе со своим другом, литературоведом и звукоархивистом Л. А. Шиловым на свои средства создали народный музей Булата Окуджавы в Переделкине. По предложению вдовы поэта Ольги Арцимович М. Гизатулин стал первым директором музея. В 1999 году, после того, как музей получил официальный статус, от работы в музее был отстранён.
С 2006 года живет на Кипрe.
Автор исследований о жизни и творчестве Булата Окуджавы, а также сборников рассказов.
О первой художественной книге М. Гизатулина «Жизнь впереди» «Литературная газета» писала: «Рассказики получаются лёгкими, весёлыми и… полезными для нервной системы. Как писателя, так и читателей, которым всячески рекомендуется обращаться к искромётному творчеству Марата Гизатулина». Газета "Частный корреспондент заметила: «Он подмечает неожиданные детали, в высшей степени характерные, выразительные, но не очевидные черты, устанавливает парадоксальные логические связки, и общая картина обретает форму, объемность и глубину. Картина часто получается смешная, и автор не упустит возможности заострить ситуацию, придать ей гротескность, довести до абсурда, показав ее забавную изнанку, но потом обязательно все бережно вернет в исходное состояние. Автор всегда чрезвычайно деликатен со своими персонажами, в чем, кстати, тоже сказывается сила и добрая природа его человеческого обаяния».
О последней книге, посвященной калужскому периоду жизни Окуджавы, НГ-Экслибрис отозвалась так: «После книги Марата Гизатулина наше представление об Окуджаве придется во многом пересмотреть». А в «Учительской газете» подчеркнули, что «…мы теперь больше знаем, в каких обстоятельствах и в какой борьбе рождался этот [Окуджавы] божественный дар».

## Книги

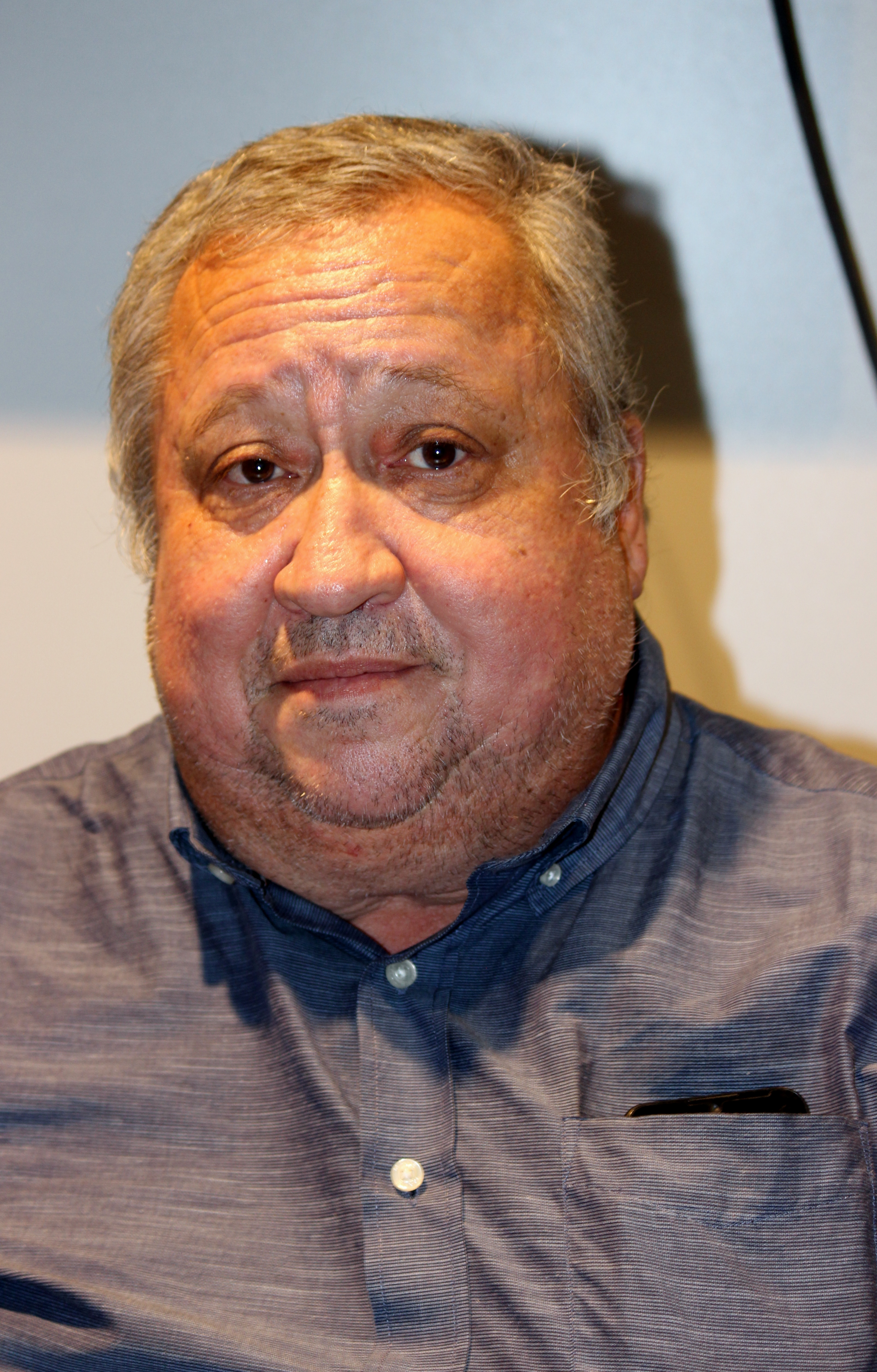
Гизатулин на non/fictio№ 21, 2019

- Его университеты. (О юности Булата Окуджавы). — М.: ЮПАПС, 2003. — 52 с.
- Жизнь впереди. Рассказики. — М.: Булат, 2008. — 192 с.
- Булат Окуджава «…из самого начала». — М.: Булат, 2010—352 с.
- Ничего страшнее тыквы. — М.: Булат, 2012—260 с.
- Неблагодарный труд писателя. — М.: Булат, 2014—274 с.
- Однажды бывший советский пролетарий. — М.: Ардис, 2015 (аудиокнига, читает Александр Клюквин)
- Булат Окуджава: Хочу воскресить своих предков. — Нью-Йорк: Либерти, 2015—260 с. (электронная книга)
- Как важно уметь разбираться в людях. Рассказы. — Нью-Йорк: Либерти, 2015—210 с. (электронная книга)
- Всё, что исхожено. — М.: Ридеро, 2016—242 с.
- Наблюдая за гончаром, или Жизнь полна подарков (в соавторстве с В. и Р. Гизатулиными) — М.: Ридеро, — 2016—328 с.
- Булат Окуджава. Вся жизнь в одной строке. — М.: АСТ 2019—528 с.
- Он позвонил. — М. Ридеро, 2020 (аудиокнига, читает автор).
- Чирчик впадает в Средиземное море, или Однажды бывший советский пролетарий. — М.: Ридеро, 2020—322 с.
- Мучительно больно. — М. Литрес, 2023 (аудиокнига, читает автор).
- Жизнь после жизни. — USA, LULU, 2024—432 с.

## Награды и премии
- Медаль Юрия Гагарина Российской федерации космонавтики.